# Violence épistémique
La violence épistémique est une violence par laquelle le colonisateur impose au sujet colonisé certains modes de pensée. Cette violence passe par plusieurs pratiques, dont notamment la décrédibilisation des voix individuelles des personnes discriminées, leur exclusion des processus d'établissement des savoirs et la destruction de leurs propres institutions.

## Origine du concept
Le concept, inspiré de Michel Foucault, a été popularisé par Gayatri Chakravorty Spivak, au sein des subaltern studies ; la philosophe Gayatri Spivak voit dans l'épistémè une fonction de programmation silencieuse dans laquelle la parole des subalternes est systématiquement interprétée avec les grilles de lecture établies par les émetteurs reconnus du savoir, c’est-à-dire les universitaires issus des puissances coloniales,. Dans Les Subalternes peuvent-elles parler ?, G. Spivak s'inspire de L’Histoire de la folie à l’âge classique de M. Foucault pour évoquer l'élaboration de récits historiques qui ont légitimé l'impérialisme.

## Contexte
La violence épistémique est exercée dans la production d'un savoir hégémonique qui se présente comme universel et qui délégitime les savoirs de ceux qui ont été constitués comme « Autres » : 

« La violence épistémique est constituée par une série de discours systématiques, réguliers et répétés qui ne tolèrent pas les épistémologies alternatives et prétendent nier l’altérité et la subjectivité des Autres, de façon que l’oppression de leurs savoirs est perpétuée et justifie ainsi sa domination. C’est-à-dire, une violence exercée par les régimes du savoir et la répression épistémologique des autres, moyennant le dénigrement et l’invalidation de leurs propres savoirs à partir de certains régimes discursifs "universels". »

## Types
Claudia Brunner propose une typologie de la violence épistémique en examinant les niveaux micro, méso, et macro. Elle les considère comme interdépendants.
La micro-dimension concerne les expériences concrètes de violence épistémique où une personne est blessée en se voyant dénier son aptitude à connaître et savoir. Cela se produit par la « dévaluation, l'écrasement et l'effacement de certaines positions de l'expérience et de la connaissance », souvent en raison de stéréotypes racistes ou sexistes, marginalisant, ignorant ou invalidant des voix, des positions et des corpus de connaissances. La micro-dimension englobe également le « privilège normalisé de pouvoir exercer la violence épistémique » sans même jamais être conduit à en prendre conscience.
L'échelle méso concerne les processus de classification et de hiérarchisation des connaissances par leur intelligibilité et pertinence perçues, ainsi que la monopolisation et la universalisation des perspectives de connaissances eurocentrées et androcentrées. Elle est liée à la structure de pouvoir asymétrique mondiale dans la production de connaissances et la division du travail intellectuel.
Enfin, la dimension macro concerne l'ordre global, considéré depuis la perspective de la colonialité du pouvoir, une approche qui analyse les modèles de pouvoir économiques, politiques, intersubjectifs et épistémiques existants comme une conséquence du colonialisme.

### Décrédibilisation des témoignages
L'injustice épistémique, conceptualisée par Miranda Fricker et Kristie Dotson, désigne des pratiques injustes infligées à une personne en tant que sujet connaissant. La négation de la crédibilité d'une personne en tant que source de connaissance légitime est appelée « injustice testimoniale ». Kristie Dotson approfondit ce concept avec les termes de testimonial quietings et testimonial smotherings. Ces pratiques de réduction au silence et de déconsidération systématique de l'expérience et de la connaissance au-delà des frontières épistémiques racialisées et genrées rejette les savoirs des acteurs marginalisés dans le domaine de « l'inouï, de l'incompréhensible, de l'inconcevable, et donc de l'invivable ».

### Marginalisation et discrimination
L'échelle méso permet d'interroger les structures de pouvoir sous-jacentes dans le système de savoir hégémonique et les corpus de connaissances qui le rendent légitime. L'exclusion systématique des perspectives subalternes du canon de la connaissance, ainsi que la centralisation et l'universalisation des connaissances eurocentrées, sont liées au colonialisme et à ses conséquences persistantes.

#### Racisme épistémologique
La colonisation a conduit à l'épuisement des ressources matérielles et intellectuelles des populations colonisées, donnant lieu à un « meurtre de la connaissance ». Cette « colonisation du mental » a assuré la reproduction de sujets coloniaux contrôlables.

#### Hégémonie épistémique de la science
La science est souvent conçue comme un savoir universel, objectif et neutre. La science moderne occidentale est ancrée dans des fondements épistémologiques qui effacent le caractère situé du savoir. L'« hybris du point zéro » désigne et critique les perspectives soi-disant objectives et universelles, qui peuvent être considérées comme des formes sécularisées du monopole chrétien du savoir.

#### Distribution asymétrique du travail intellectuel
La distribution mondiale du savoir se structure en un centre euro-américain et une périphérie dépendante. Les universités, centres de recherche et maisons d'édition en Europe et en Amérique définissent ce qui est dès lors considéré comme précieux et digne d'attention. Les chercheurs du Sud « acceptent généralement sans y penser deux fois la nécessité de passer leur carrière académique dans les établissements éducatifs du Nord global », créant ainsi une dépendance scientifique du Sud envers le Nord.

## Note et référence
(de) Cet article est partiellement ou en totalité issu de la page de Wikipédia en allemand intitulée « Epistemische Gewalt » (voir la liste des auteurs).
1. ↑  « Par violence épistémique, on entend communément cette forme de violence qui naît au moment de la rencontre avec l’Autre, auquel sont imposées des règles de pensée et d’action qui induisent des effets de subordination et de hiérarchisation », Andrea Ceriana Mayneri, « Sorcellerie et violence épistémologique en Centrafrique », L’Homme [En ligne], 211 | 2014, http://journals.openedition.org/lhomme/23607 ; DOI : https://doi.org/10.4000/lhomme.23607
2. ↑  Gayatri Chakravorty,... Spivak, Les subalternes peuvent-elles parler ?, Éd. Amsterdam, impr. 2009 (ISBN 978-2-915547-28-3 et 2-915547-28-9, OCLC 470909558, lire en ligne)
3. ↑  Karine Gatelier et Séréna Naudin, « Du récit inaudible à la prise de parole : Expérience d’un atelier radio avec des personnes à la recherche d’un refuge en France. », Mémoire(s), identité(s), marginalité(s) dans le monde occidental contemporain. Cahiers du MIMMOC, no 22,‎ 1er octobre 2020 (ISSN 1951-6789, DOI 10.4000/mimmoc.4043, lire en ligne, consulté le 5 mai 2021)
4. ↑  Andrea Ceriana Mayneri, « Sorcellerie et violence épistémologique en Centrafrique », L’Homme [En ligne], 211 | 2014, http://journals.openedition.org/lhomme/23607 ; DOI : https://doi.org/10.4000/lhomme.23607
5. ↑  Genara Pulido Tirado, « Violencia epistémica y descolonización del conocimiento », sur revues.univ-tlse2.fr:443 (consulté le 28 janvier 2023).
6. ↑  Claudia Brunner, Epistemische Gewalt. Wissen und Herrschaft in der kolonialen Moderne, Bielefeld, transcript, 2020, 275 p.
7. ↑  Barrett Emerick, The Violence of Silencing, Leiden; Boston, Brill Rodopi, 2019, 5 p.
8. ↑  Claudia Brunner, Epistemische Gewalt. Wissen und Herrschaft in der kolonialen Moderne, Bielefeld, transcript, 2020, 278 p.
9. ↑  Claudia Brunner, Epistemische Gewalt. Wissen und Herrschaft in der kolonialen Moderne, Bielefeld, transcript, 2020, 279 p.
10. ↑  Claudia Brunner, Epistemische Gewalt. Wissen und Herrschaft in der kolonialen Moderne, Bielefeld, transcript, 2020, 285 p.
11. ↑  Sabelo Ndlovu-Gatsheni, The Dynamics of Epistemological Decolonisation in the 21st Century: Towards Epistemic Freedom, vol. 40, 2020, 21 p.
12. ↑  Nelson Maldonado-Torres, On the Coloniality of Being, vol. 21, 2007, 243 p.
13. ↑  Miranda Fricker, Epistemic Injustice. Power and the Ethics of Knowing, Oxford, Oxford University Press, 2007, 44 p.
14. ↑  Miranda Fricker, Epistemic Injustice. Power and the Ethics of Knowing, Oxford, Oxford University Press, 2007, 28 p.
15. ↑  Claudia Brunner, Epistemische Gewalt. Wissen und Herrschaft in der kolonialen Moderne, Bielefeld, transcript, 2020, 106 p.
16. ↑  Sabine Hark, Schweigen die Sirenen?: Epistemische Gewalt und feministische Herausforderungen, Bielefeld, transcript, 2014, 102 p.
17. ↑  Claudia Brunner, Epistemische Gewalt. Wissen und Herrschaft in der kolonialen Moderne, Bielefeld, transcript, 2020, 293 p.
18. ↑  Aníbal Quijano, Coloniality of Power and Eurocentrism in Latin America, vol. 15, 2000, 221 p.
19. ↑  Boaventura de Sousa Santos, Epistemologien des Südens. Gegen die Hegemonie des westlichen Denkens, Münster, Unrast, 2018, 141 p.
20. ↑  Ashis Nandy, The Intimate Enemy. Loss and Recovery of Self under Colonialism, Delhi, Oxford University Press, 1983, xi
21. ↑  Claudia Brunner, Epistemische Gewalt. Wissen und Herrschaft in der kolonialen Moderne, Bielefeld, transcript, 2020, 13 p.
22. ↑  "Ramón Grosfoguel. Decolonizing Post-Colonial Studies and Paradigms of Political-Economy. Transmodernity, Decolonial Thinking, and Global Coloniality. In: Transmodernity 1(1), 2011." S.5
23. ↑  Santiago Castro-Gómez, La Hybris del Punto Cero. Sciencia, Raza e Ilustración en la Nueva Granada (1750–1816), Bogotá, Editorial Pontificia Universidad Javeriana, 2010
24. ↑  "Ramón Grosfoguel. Decolonizing Post-Colonial Studies and Paradigms of Political-Economy. Transmodernity, Decolonial Thinking, and Global Coloniality. In: TRANSMODERNITY: Journal of Peripheral Cultural Production of the Luso-Hispanic World. 1(1), 2011" S.6.
25. ↑  Paulin Hountondji, Scientific Dependance in Africa Today, vol. 21, Indiana University Press, 1990, 6 p.
26. ↑  Dalia Gebrial, Rhodes Must Fall. Oxford and Movements for Change, London, Pluto Press, 2018, 19 p.
27. ↑  Paulin J. Houtondji, Scientific Dependance in Africa Today, vol. 21, Indiana University Press, 1990, 9 p.